# Blekinge län
Blekinge län er et svensk län beliggende i det sydlige Sverige. Det grænser op til Skåne län, Kronobergs län, Kalmar län og til Østersøen.

## Administration
Efter at være blevet svensk i 1658 hørte Blekinge under Kristianstads län frem til 1680, hvor det blev slået sammen med Kalmar län på grund af bygningen af marinebasen ved Karlskrona. I 1683 blev Blekinge län imidlertid oprettet, og det har eksisteret lige siden.
I 1658 bestod Blekinge af byerne Kristianopel, Ronneby og Sölvesborg samt Bräkne, Listers (hvortil allerede i 1639 var overført Jämshögs (inkl. Kyrkhult) sogne fra Villands härad), Medelstads og Östra herreder. I år 1664 kom også Karlshamn by til. Mens Kristianopel blev nedlagt i 1677 og Ronneby i 1680, samtidig med at Karlskrona fik købstadsrettigheder.
Ved oprettelsen af Blekinge län fandtes derfor tre byer: Karlskrona, der blev residensby, samt Karlshamn og Sölvesborg. I 1686 kom Ronneby til at høre under Karlskrona, hvilket gjaldt indtil 1863, hvor den igen blev selvstændig by og egen kommune, og slutteligt i 1882 igen købstad.
Blekinge län kom dermed til at omfatte de fire byer Karlshamn, Karlskrona, Ronneby og Sölvesborg. I 1941 kom Olofström til, og disse fem byer blev ved den svenske kommunalreform i 1971 de fem nuværende kommuners administrative centre.
Hovedopgaverne for länsadministrationen er at udføre de opgaver som er givet af Sveriges Riksdag og den svenske regering, at koordinere og fremme områdets økonomiske vækst og varetage retssikkerheden. 

## Større byer
De ti største byer i Blekinge län, sorteret efter indbyggertal:
| #  | Byområde   | Befolkning |
| -- | ---------- | ---------- |
| 1  | Karlskrona | 32.606     |
| 2  | Karlshamn  | 18.768     |
| 3  | Ronneby    | 11.767     |
| 4  | Sölvesborg | 7.883      |
| 5  | Olofström  | 7.382      |
| 6  | Kallinge   | 4.767      |
| 7  | Mörrum     | 3.655      |
| 8  | Rödeby     | 3.356      |
| 9  | Nättraby   | 3.053      |
| 10 | Jämjö      | 2.596      |

Indbyggertal pr. 31. december 2005, Statistiska centralbyrån (SCB).

## Landskab
Det historiske landskab Blekinge dækker samme område som Blekinge län.